# Publius Licinius Crassus (consul en 171 av. J.-C.)
Pour les articles homonymes, voir Publius Licinius Crassus.
Publius Licinius Crassus est un homme politique romain du IIe siècle av. J.-C.
Il est préteur en 176 av. J.-C. et reçoit à l'issue de sa préture la province d'Hispanie citérieure. En 171 av. J.-C., il est élu consul de la République romaine avec Caius Cassius Longinus.
La même année, Rome entreprend une guerre contre le roi Persée de Macédoine. Publius Licinius Crassus est battu à la bataille de Callinicus.